# Beerta
Beerta est un village néerlandais qui fait partie de la commune d'Oldambt, situé dans la province de Groningue.

## Histoire
Le 1er janvier 1990, les communes de Finsterwolde et de Nieuweschans sont rattachées à la commune de Beerta, qui prend le nom de Reiderland en 1991. Depuis le 1er janvier 2010, la localité fait partie de la commune d'Oldambt.